# Divočina

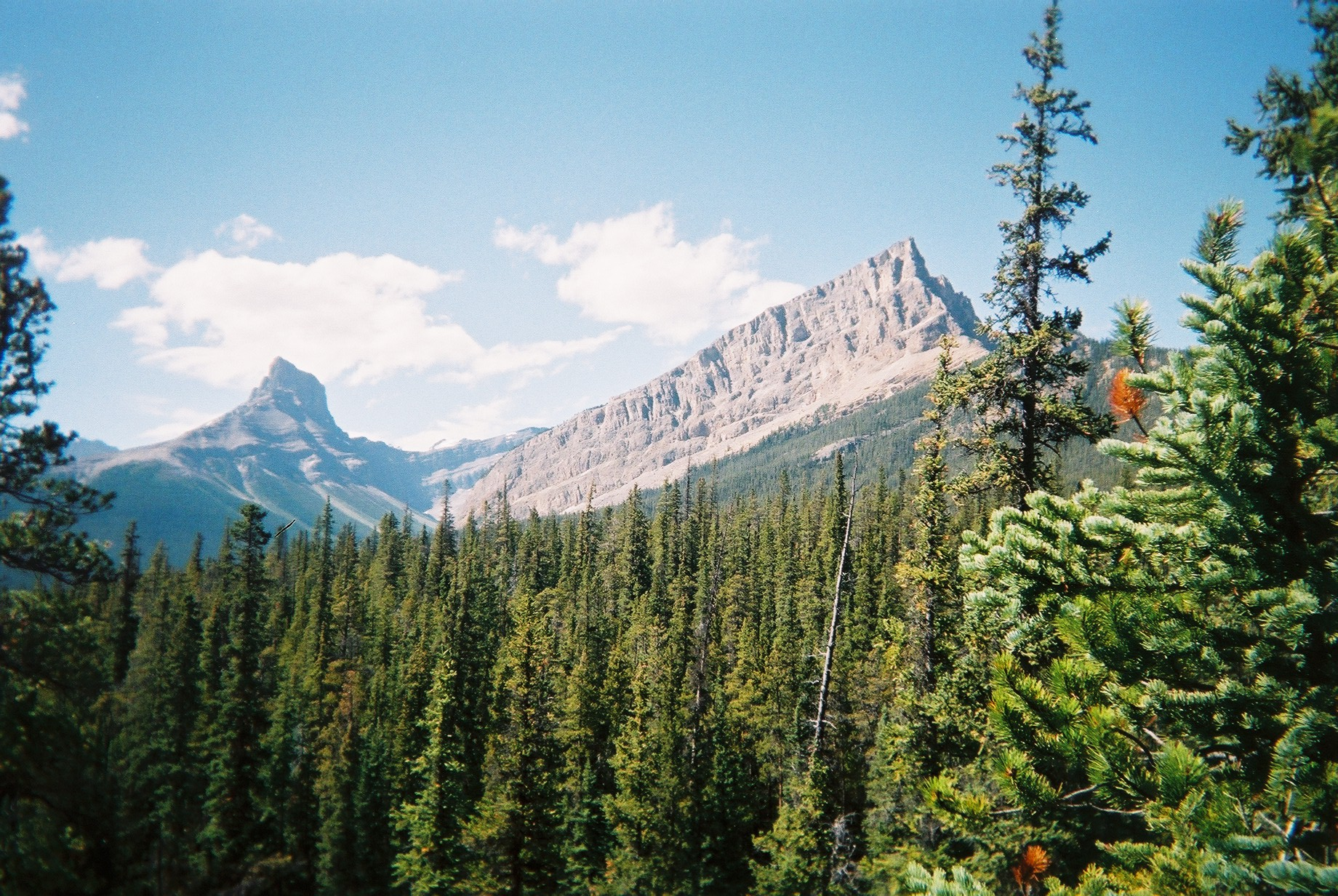
Skalnaté hory v Kanadě

Divočina je oblast na planetě Zemi, kde panuje přírodní prostředí, které nebylo ovlivněno člověkem (nebo byl jeho vliv na dané prostředí zcela minimální). Pojem může obecně označovat pevninu, která nebyla ovlivněna urbanizací, a půdu, která nebyla využívána pro zemědělství. Historicky je spojen zejména s prostředním na souši, ovšem pojmem divočina lze označit také lidmi nedotčené oblasti moří a oceánů.
Přibližně jedna pětina souše na zemi může být označena jako divočina, nicméně vzhledem k lidské činnosti se tento podíl již po staletí až tisíciletí dlouhodobě snižuje. V zemských oceánech šlo jako divočinu označit v roce 2018 přibližně 13 % jejich území, často ve velmi velkých hloubkách. V některých státech proto vlády zavedly různé formy ochrany divočiny, v Česku jde zejména o národní parky a do jisté míry i chráněné krajinné oblasti. Tyto oblasti mohou být v řadě zemí zcela zásadní pro zachování biodiverzity a tedy celé řady biologických druhů. Národní parky a další chráněné oblasti nicméně často slouží také k turistickému ruchu.
Divočina je vhodná jako předmět vědeckého zkoumání, protože nabízí unikátní pohled na život fauny a flory bez vlivu člověka; živočichové žijící v divočinách mohou mít totiž unikátní geny. Divočina může také poskytovat specifický habitat pro některé rostliny či živočichy, který není možné poskytnout například v zoologických zahradách.  
Speciálním typem divočiny je tzv. nová divočina, což je území, které v minulosti bylo lidskou činností ovlivněno, ale lidé se z oblasti v průběhu času zcela stáhli a od té doby je dané území lidmi prakticky neovlivněno. Typicky vzniká na okrajích měst, ale tzv. novou divočinou je také například uzavřená zóna Černobylské jaderné elektrárny.